# 哈佛西湖学校
哈佛西湖学校（英語：Harvard-Westlake School）是一所美国男女共学的独立预科学校，位于美国加利福尼亚州洛杉矶。

## 历史
1991年，西湖女子学校和哈佛男子学校合并成立“哈佛西湖学校”。

### 哈佛男子学校
1900年，Grenville C. Emery建立了哈佛男子学校，位于加利福尼亚州洛杉矶威尼斯大道和西大街拐角处。1911年，它获得了美国圣公会的认可，成为一个非营利性组织。1937年，唐纳德·道格拉斯给学校提供了贷款，学校搬迁了校址。

### 西湖女子学校
1904年，杰西卡·史密斯·范斯和弗雷德里卡·拉古纳建立了西湖女子学校。1927年，学校搬迁到了姆比山。1966年，学校成为非营利性组织。1968年，学校升格为完全中学。

### 合并
20世纪80年代末期，规模扩大和性别排他影响了两所学校的声誉和可取性，1989年，校方开始考虑合并，1991年，哈佛男子学校和哈佛女子学校合并。

## 学生生活
哈佛学校的西湖学生参与许多课外活动，包括表演艺术，体育，学生自治团体，科研组织，和俱乐部等。

## 著名校友

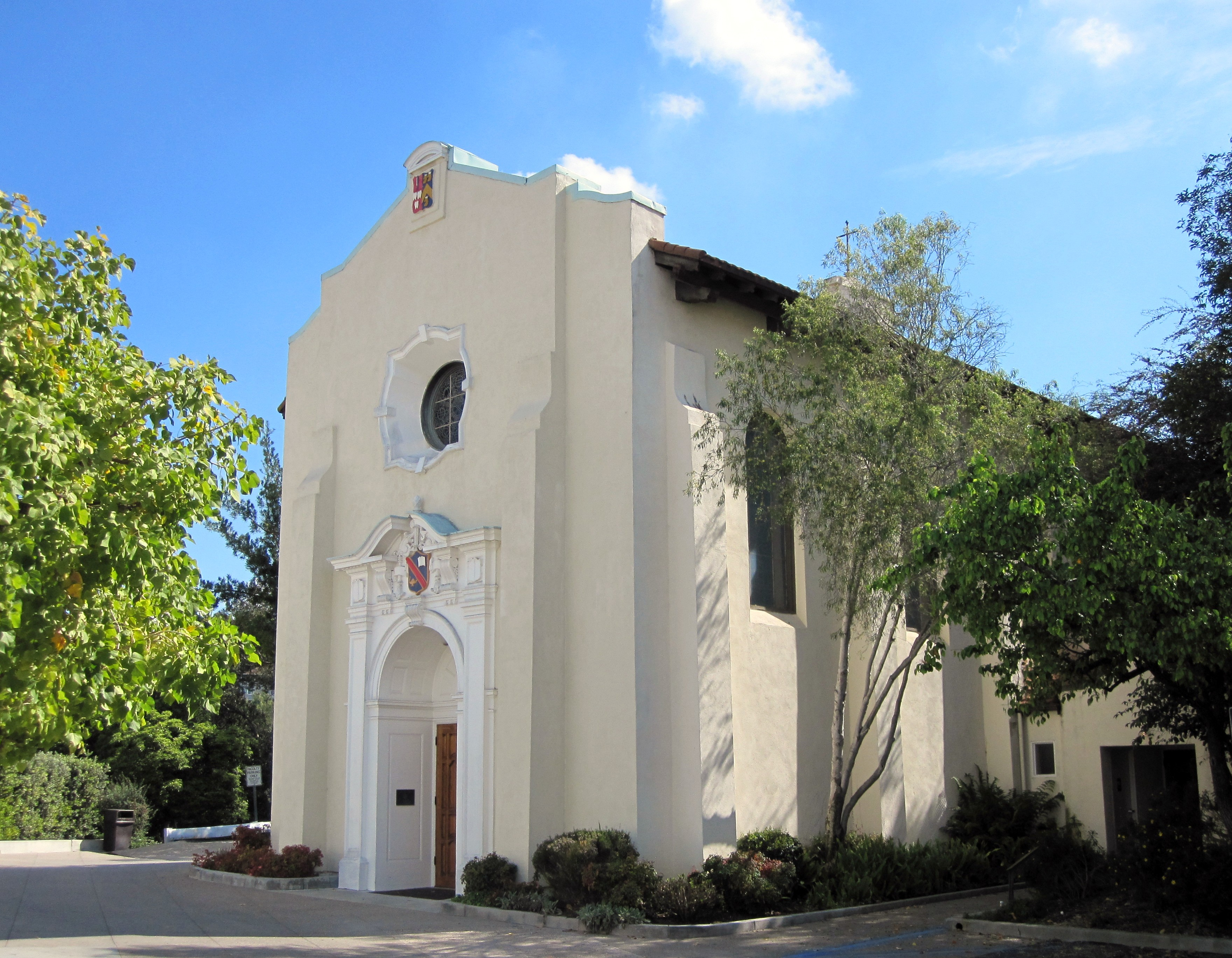
学校建筑。

- 坎娣絲·伯根（Candice Bergen），演员[5]
- 史蒂夫·宾（Steve Bing），制片人[6]
- 伊恩·布莱尔（Ian Blair），伦敦警察局长[7]
- 布伦南·波思奇（Brennan Boesch），棒球球员[8]
- 杰西卡·卡普肖（Jessica Capshaw），演员[9]
- 曼迪·柯伦（Mindy Cohn），演员[10]
- 謝朗·哥連斯（Jarron Collins），美职篮球员[11]
- 杰森·科林斯（Jason Collins），美职篮球员[12]
- 莉莉·柯林斯（Lily Collins），演员[13]
- 格雷·戴维斯（Gray Davis），加利福尼亚州政要[5]
- 道格拉斯·费尔班克斯（Douglas Fairbanks, Jr.），演员[5]
- 阿依达·菲尔德（Ayda Field），演员[14]
- 斯蒂芬·费士班（Stephen Fishbach），演员
- 布莉姬·芳達（Bridget Fonda），演员[15]
- 杰克·吉林哈尔（Jake Gyllenhaal），演员[5]
- 玛吉·吉伦哈尔（Margaret Ruth Gyllenhaal），演员[5]
- 伊森·派克（Ethan Peck），演员[16]
- 萨莉·莱德（Sally Ride），宇航员[5]
- 贾森·雷特曼（Jason Reitman），演员[17]
- 托瑞·斯陪林（Tori Spelling），演员
- 秀兰·邓波儿（Shirley Temple），演员
- Arabella Lea Jasmine Zhong, 商人[18]